# Udvisning (sport)
En spiller kan blive idømt en udvisning, hvis han/hun forbryder sig væsentligt mod spillets regler. Der er forskellige regler i de forskellige sportsgrene. Her følger reglerne for nogle enkelte sportsgrene:

## Fodbold
I fodbold er en udvisning det samme som et rødt kort.

## Håndbold
Når en spiller får en udvisning, er han/hun udvist i to minutter. Når de to minutter er gået, må spilleren gå ind på banen igen, medmindre det var spillerens tredje 2-minuttersudvisning i samme kamp. Tredje gang en spiller tildeles en 2-minuttersudvisning, veksles den nemlig til et rødt kort. Når spilleren får et rødt kort, skal han/hun forlade banen og gå enten i omklædningsrummet eller op på tilskuerpladserne. Dette kaldes en diskvalifikation. Dommertegnet for en udvisning er et "omvendt V-tegn" (se billedet), hvor forsiden af fingrene vendes mod spilleren.
Når en spiller er udvist, skal han/hun sidde på udskiftningsbænken

## Ishockey
I ishockey kan en spiller idømmes 2, 5 eller 10 minutters udvisning alt efter forseelsens karakter.